# Aurelien Thijs
Aurelien Thijs (Sint-Niklaas, 24 oktober 1934 - aldaar, 20 februari 2019) was een Belgisch ondernemer en bestuurder. Hij was voorzitter van het Interdiocesaan Pastoraal Beraad en Pax Christi Vlaanderen.

## Biografie
Aurelien Thijs was van 1969 tot 1973 verbondsvoorzitter van het Vlaams Verbond van Katholieke Scouts (VVKS) en van 1973 tot 1975 van diens opvolger VVKM-VVKS. In 2012 bracht voormalig premier Jean-Luc Dehaene hulde aan Thijs' rol bij de vernieuwing van de scoutsbeweging. Hij was voorzitter van het Interdiocesaan Pastoraal Beraad (IPB) van 1980 tot 1987. Onder zijn voorzitterschap bracht paus Johannes Paulus II in 1985 een bezoek aan België. Verder was hij ook betrokken bij het Europese Lekenforum, voorzitter van het dekenaal congres van Sint-Niklaas en het Pastoraal Beraad van het bisdom Gent. Van 1988 tot 1995 was hij voorzitter van de vredesbeweging Pax Christi Vlaanderen.
Beroepshalve was hij zaakvoerder van Confiserie Thijs in Sint-Niklaas.